# Animación en punto de venta
La montura del punto de venta es una de las técnicas de que se utilizan con menor frecuencia por supermercados y grandes superficies. La atención del consumidor tiene que ser provocada constantemente con nuevos estímulos lo que lleva a los distribuidores a organizar campañas promocionales en el establecimiento por tiempo limitado. Generalmente, la campaña publicitaria tiene un tema y un eslogan específico y se publicita ampliamente a través de diversos soportes: carteles, displays, muebles expositores, etc.

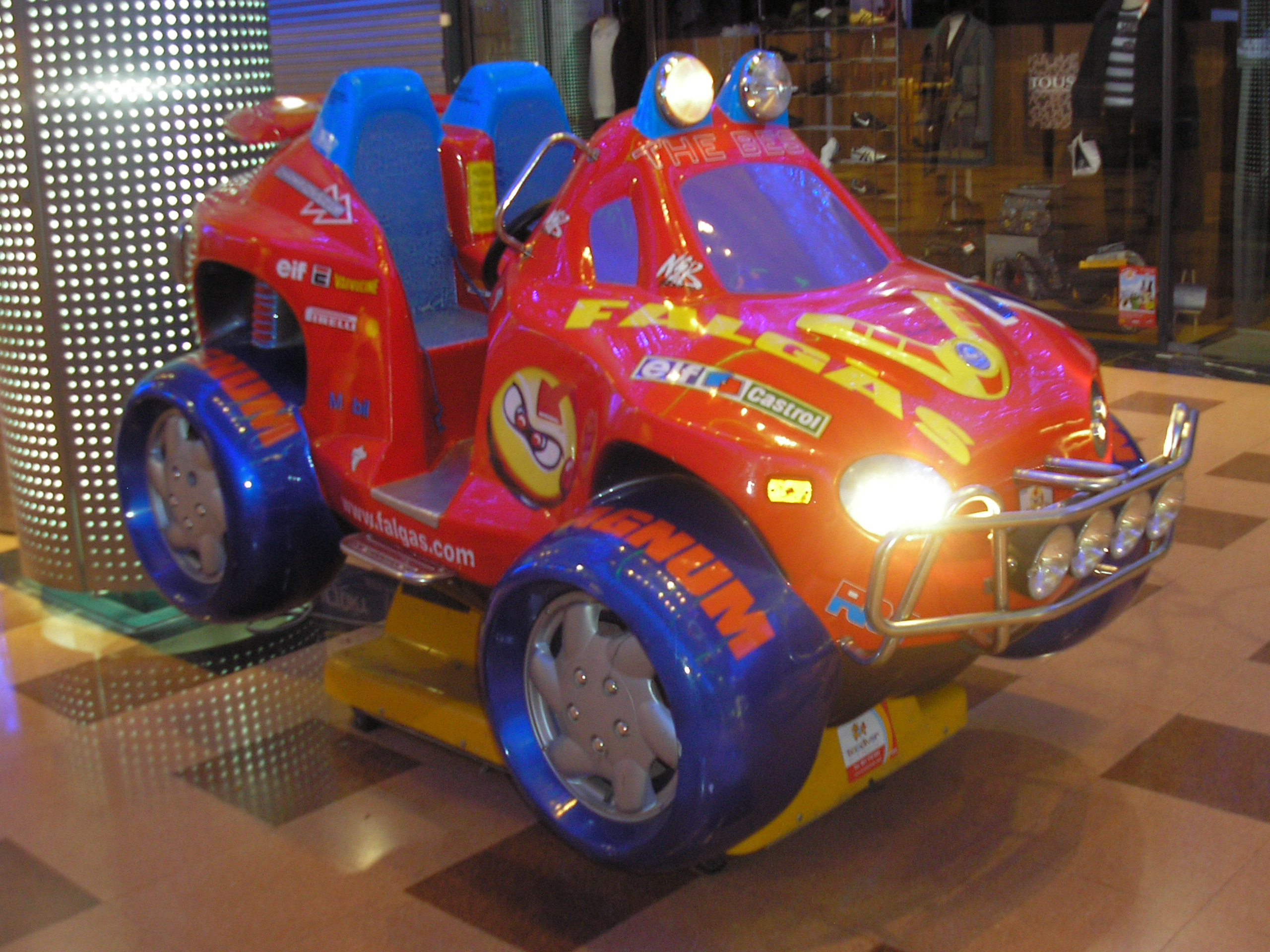
Elemento de «animación» situado en la entrada de un establecimiento con el fin de atraer a clientes con niños.

Otra forma de animar el establecimiento consiste en la organización de degustaciones o demostraciones de producto. Con ellas, se intenta potenciar la venta de un producto en particular.

## Periodos de animación
Algunos periodos indicados para animar el establecimiento son:
- Apertura del establecimiento.
- Aniversarios.
- Fechas clave: día de San Valentín, día del padre, etc.
- Periodos clave: regreso a clases, rebajas.

Cada periodo, festividad y celebración lleva aparejada la promoción específica de una o varias secciones, por ejemplo, los cambios de estación del año y la bajada del precio de la ropa. Algunas de las festividades y celebraciones utilizadas por los establecimientos para animar un punto de venta son las expuestas a continuación, sin embargo, los periodos de ciertas festividades y sus correspondientes promociones varían según zonas. Un ejemplo de calendario estándar en la zona de Ecuador podría ser:
- Enero. Rebajas de Año Nuevo. Ropa.
- Febrero. Día de San Valentín. Complementos.
- Marzo.  Feriado de Carnaval. Globo. Espuma carnavalera. Día del Padre. Ropa de caballero. Perfumes.
- Abril. Día del niño. []. Juguetes, regalos
- Mayo. Día de la Madre. Joyería. Electrodomésticos.
- Junio. Inicio del verano, Ropa.
- Julio. Rebajas. Ropa.
- Agosto. Menaje del hogar.
- Septiembre Inicio de clases Material escolar |Útiles escolares.
- Octubre. Halloween. Disfraz. Máscaras.
- Noviembre. Fiestas de Cuenca. Viajes. Alimentación.
- Diciembre. Navidad. Juguetes. Regalos.

## Técnicas de animación
La clasificación tradicional de las técnicas de animación diferencia entre técnicas físicas y técnicas psicológicas.

### Técnicas físicas
Estas técnicas se basan en presentar los artículos en masa, volumen grande de artículos colocados de forma fácilmente accesible para el potencial comprador. Esta presentación masiva de un artículo se suele hacer en el extremo, llamado «cabecera», de una góndola, en cestas, cajones, o cubetas como si fuera mercancía a granel para dar la impresión de ser «una oportunidad», en pilas o montones...

### Técnicas psicológicas
Estas técnicas se basan en la promoción de ventas.